# Francis Frederick
Francis Harland "Frank" Frederick (ur. 28 lutego 1907 w Alamedzie, zm. 2 maja 1968 w Berkeley) – amerykański wioślarz i geolog, złoty medalista olimpijski. 
Wystąpił na igrzyskach olimpijskich w Amsterdamie w 1928, gdzie reprezentacja USA w składzie: Marvin Stalder, John Brinck, Francis Frederick, William Thompson, William Dally, James Workman, Hubert Caldwell, Peter Donlon i Donald Blessing (sternik) zdobyła złoty medal w ósemkach. W finale walkę o zwycięstwo wygrali z Brytyjczykami o 2,4 sekundy. Był to jego jedyny start olimpijski.
Po ukończeniu edukacji na Uniwersytecie Kalifornijskim w Berkeley pracował jako geolog.